# Kate Edger
Kate Edger, född 1857, död 1935, var en nyzeeländsk lärare. 
Hon blev 1877 den första kvinnan tog examen från ett universitet i Nya Zeeland. Hon accepterades vid University of New Zealand därför att hon inte hade angett kön i sin ansökan. Detta skapade ett precedensfall som gjorde att kvinnor i fortsättningen kunde få studera vid universitet på Nya Zeeland. 